# Выбленочный узел
Вы́бленочный у́зел (от нидерл. weveling; англ. Clove Hitch, от лат. clāvus — «гвоздь, клин»; нем. Webeleinenstek — «ткацкий узел») — морской схватывающий постоянный узел, применяемый в морском деле с единственной целью — создание выбленок на серединных вантинах, на что однозначно указывает морское название узла «выбленочный». Состоит из пары полуштыков. Завязывают серединой троса с концами в противоположные стороны, чем обусловлена форма узла. Равная тяга должна быть приложена на оба конца троса, выходящих по разные стороны из узла. На тросе из скользкого материала — ненадёжен. На флоте в качестве штыка применяют редко.
Также узел является одним из самых часто применяемых в быту для разнообразных целей. Может быть связывающим временным узлом горловины мешка с мукой, или крепёжным узлом строителей, или серединным узлом для создания ограждения, либо для крепления оттяжек палатки к колышкам. Для закрепления один из концов троса может быть провязан дополнительным утолщающим узлом. Для лёгкого развязывания может быть добавлена петля.
Отличие альпинистского тормозящего узла «стре́мя» от морского схватывающего «выбленочного» узла в том, что узел «стремя» завязывают всегда серединой верёвки. В морском «выбленочном» узле оба конца троса — одинаково натянуты и выходят с противоположных сторон узла. В альпинистском узле «стремя» — натянут лишь один конец верёвки и оба конца — направлены в одну сторону (вниз).
Выбленочный узел является штыком, который завязан на опоре, а если снять с опоры, то теряет форму и распадается. Поэтому выбленочный узел отличают от простого штыка и лисель-галсового узла, которые, хотя и имеют схожий рисунок, однако являются узлами, но не штыками, и завязаны вокруг своего же коренного конца троса.

## Способ завязывания
Существуют 3 способа завязывания выбленочного узла:
- Серединой верёвки на опоре, когда ходовой конец — длинный, протягивают через узел, образуют шлаг, после накидывают полуштык, затягивая, потянув за оба конца[39] — способ для создания выбленок на вантах
- Концом верёвки на опоре (мачтовый штык), когда ходовой конец — короткий, сделать шлаг с полуштыком вокруг опоры[40] — способ, когда опора — высока, и нет возможности накинуть полуштыки, обвязывают опору верёвкой
- Узел сделан без опоры («на руках») и накинут на что-либо для закрепления, концом верёвки (или серединой)

- Двумя руками

- Цирковой способ (пароходный узел) — скрестить руки и взять верёвку, сложить руки параллельно и сложить петли — самый удобный и быстрый способ
- Сделать пару разнонаправленных колышек, сложить одну на другую, накинуть на опору, затянуть, потянув за оба конца
- Накинуть на ладонь пару шлагов, снять, удерживая полученные шлаги, взяв за низ шлагов, поднять шлаги в стороны и сложить, образуя узел

- Одной рукой

- Накинуть полуштык на опору, накинуть второй полуштык
- Завязать бегущий простой узел на руке (не затягивая до конца), и накинуть на опору; немного вытянув нижнюю часть узла, накинуть на опору, образовав выбленочный узел
- Одной рукой одним движением создают узел — способ фокусников

- Крепёжный бытовой узел, последовательно завязанный концом верёвки на опоре
- Связывающий бытовой узел, завязанный серединой верёвки на кольях ограждения двумя руками
- Связывающий бытовой узел, завязанный серединой верёвки на кольях ограждения одной рукой

## Признаки
Плюсы
- Узел — прост
- Самозатягивающийся
- Легко завязывать
- Самый быстрозавязываемый штык[47]
- Самый легкозапоминаемый[48]
- Легко регулировать длину верёвки
- Легко развязывать (если верёвка сухая)
- Узел вокруг кола возможно завязывать одной рукой (если другая рука — занята)
- Контрольный узел не нужен (если завязан на середине верёвки)

Минусы
- К обоим концам должна быть приложена равная тяга[30][33][49][50]
- Узел — ненадёжен[51][52] (если не имеет схватки ходового конца троса за коренной, и если тяга лишь за один конец троса, узел «ползёт»)
- Необходима схватка ходового конца троса с коренным (или сшивка, контрольный или сто́порный узел, если узел завязан на конце верёвки)
- Сильно затягивается на мокрой верёвке[53]
- Несколько способов завязывания

## Применение
В ткацком деле
- Узел — ткацкий, о чём свидетельствует немецкое название узла (Webeleinenstek — «ткацкий узел»)

В рыболовстве
- При изготовлении рыболовной сети, выбленочным узлом чаще крепят за основу[54]. Иногда также крепят коровьим узлом[55]

В морском деле
Оба конца натянуты
- Изначально в морском деле выбленочный узел применяли исключительно для крепления троса (выбленок) к вантам[1][17]
- Для фиксации румпеля в заданном положении (чтобы корабль «не рыскал») используют выбленочный узел, концы которого крепят на утках по обеим сторонам от румпеля парусника[56]
- При буксировке шлюпки яхтой, буксирный сдвоенный фал крепят коровьим узлом на корме шлюпки и выбленочными узлами крепят за каждую банку шлюпки, концы же фала крепят на кнехте яхты[57]

Один конец натянут
- Для крепления кранцев к леерам яхты
- Для прикрепления выброски к швартову[58]
- Для крепления вре́менных оттяжек к стропу при работах с бимсами грузовых люков
- При подъёме шлангов для просушивания
- Для крепления буйрепа к якорю[59][60] (буйрепный узел)
- Для швартовки лодки за пал, накинуть пару полуштыков серединой троса, образуя выбленочный узел[20]
- Для вязки коренных концов марса-драйрепов на топе стеньги[61]
- Для крепления конца схватки[62]

В быту
Является самым распространённым узлом из всех, используемых для крепления к колу, а также универсальным, который использовали повсюду:
- Для создания верёвочного ограждения, когда выбленочные узлы накидывают на круглые колья, вбитые в грунт
- Также выбленочный узел применяют в качестве связывающего узла для перевязывания мешков, свёртков и покупок[65]
- Часто использовали строители для спуска молотков, когда выбленочный узел завязывали на рукояти. Завязанный жёсткой верёвкой узел слабо затягивается, и молоток падает[66]. Чтобы избежать этого строители завязывали выбленочный узел вокруг набалдашника, а в этом случае узел, в сущности, представляет собой пару полуштыков, разделённых рукоятью молотка, и является, скорее, буйрепным узлом, который завязывали схожим образом вокруг тренда якоря лодки[67]
- Использовали строители, а также скауты для вязания «обмотки» (lashing[68]) как начальный (и конечный) узел при создании временных мостов, треног, шестовых каркасов

В альпинизме
- Для вязания носилок при спасательных работах

В спелеотуризме
- Применяют в спелеотуризме для навески перил, так как узел позволяет легко регулировать натяжение[69], однако, при использовании жёсткой верёвки узел «ползёт», в этом случает применяют узел «австрийский проводник»

- выбленки на серединных вантах парусного корабля прикреплены выбленочным узлом
- завязанный вокруг ствола дерева (мачты) крепёжный выбленочный узел без схватки
- быстроразвязывающийся выбленочный узел на опоре (выброске) с петлёй ходовым концом троса
- выбленочный узел в качестве связывающего при покупке

## В искусстве
- В главе 15 романа «Остров сокровищ» Р. Л. Стивенсона упомянута английская идиома «мёртвый узел» во фразе Бена Ганна:

Но теперь вы все завязаны мёртвым узлом.
Оригинальный текст (англ.)And you’re all in a clove hitch, ain’t you?
— Р. Л. Стивенсон, «Остров сокровищ», часть 3 My Shore Adventure, глава 15 The Man of the Island)
Так называемый «мёртвый» узел (Clove Hitch) — узел, которым моряки завязывают выбленки на вантах парусных кораблей, который невозможно развязать, так как оба конца троса — натянуты, намертво затягивая узел, наподобие удавки, фразеологизм «но теперь вы все завязаны мёртвым узлом» может означать, что несколько человек «повязаны» между собой
- В главе 29 «мёртвый» узел использован в виде изображения в качестве подписи (после инициалов или подписи пустое пространство листа перечёркивается в виде Z, напоминающего форму выбленочного узла). Фраза в русском переводе:

Да, — сказал один, — это подпись Флинта, можете не сомневаться. Д. Ф., а внизу — мёртвый узел. Он всегда подписывался так.
Оригинальный текст (англ.)Yes, said one, that’s Flint, sure enough. J. F., and a score below, with a clove hitch to it; so he done ever.
— Р. Л. Стивенсон, «Остров сокровищ», часть 6 Captain Silver, глава 29 The Black Spot Again)
- В итальянской кинокомедии «Укрощение строптивого» главный герой (Элия) привязывал кровать выбленочным узлом для буксирования трактором